# 羅斯科冰川
66°30′S 95°20′E / 66.500°S 95.333°E
羅斯科冰川是南極洲的冰川，長22公里、寬9公里，最終注入沙克爾頓冰架，該冰川在1912年3月由澳大利亞發現，以美國地理學家命名。